# Earl of Dudley

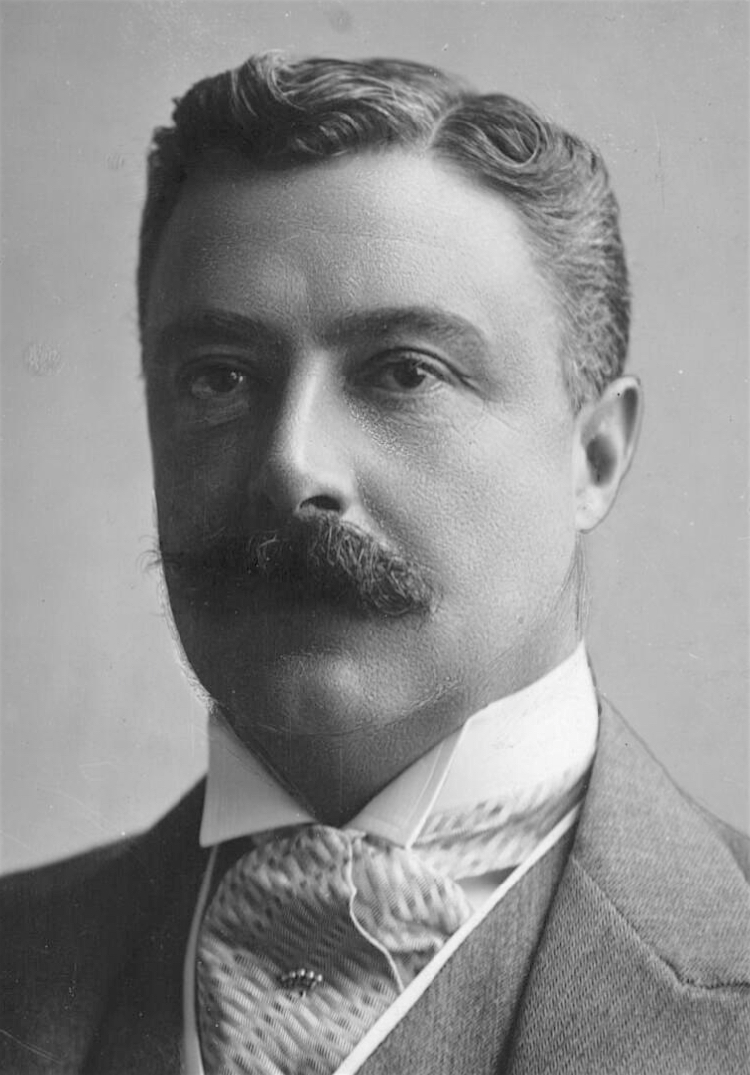
William Humble Ward, 2. Earl of Dudley, von 1908 bis 1911 Generalgouverneur von Australien

Earl of Dudley, of Dudley Castle in the County of Stafford, ist ein erblicher britischer Adelstitel, der zweimal in der Peerage of the United Kingdom geschaffen wurde. In beiden Fällen erfolgte die Verleihung an ein Mitglied der Familie Ward. 

## Verleihungen
Der Titel wurde erstmals im Jahre 1827 an John William Ward, 4. Viscount Dudley and Ward, verliehen. Dieser war zu der Zeit britischer Außenminister. Er starb 1833, ohne einen Abkömmling zu hinterlassen, so dass der Titel erlosch.
Die zweite Verleihung erfolgte 1860 an den Sohn eines entfernten Cousins des ersten Earls, William Ward, 11. Baron Ward. Dieser hatte sich einen Namen als Mäzen gemacht und insbesondere die Restaurierung der Kathedrale von Worcester mit großen Spenden unterstützt.

## Nachgeordnete Titel
Als erster Vorfahr der Earls war 1644 Sir Humble Ward, der Sohn des Hofgoldschmieds und -juweliers vom König Charles I. zum Baron Ward, of Birmingham in the County of Warwick, erhoben worden. Dieser Titel gehört zur Peerage of England. Ward war mit Frances Dudley, 6. Baroness Dudley verheiratet. Dieser Titel wird heute als nachgeordneter Titel der Earlswürde geführt.
Gleichzeitig mit den beiden Earlswürden wurde jeweils der Titel eines Viscount Ednam, of Ednam in the County of Roxburgh verliehen, der zur Peerage of the United Kingdom gehört. Der jeweilige Titelerbe führt diese Würde als Höflichkeitstitel.

## Weiterer Titel
Der sechste Baron Ward wurde 1763 zum Viscount Dudley and Ward, of Dudley in the County of Worcester, erhoben. Dieser Titel, der zur Peerage of Great Britain gehörte, erlosch 1833 mit dem Tod des ersten Earls.

## Liste der Barone Ward, Viscounts Dudley and Ward und Earls of Dudley

### Barone Ward (1644)
- Humble Ward, 1. Baron Ward (1614–1670)
- Edward Ward, 7. Baron Dudley, 2. Baron Ward (1631–1701)
- Edward Ward, 8. Baron Dudley, 3. Baron Ward (1683–1704)
- Edward Ward, 9. Baron Dudley, 4. Baron Ward (1704–1731)
- William Ward, 10. Baron Dudley, 5. Baron Ward (1680–1740)
- John Ward, 6. Baron Ward (1700–1774) (1763 zum Viscount Dudley and Ward erhoben)

### Viscounts Dudley and Ward (1763)
- John Ward, 1. Viscount Dudley and Ward (1700–1774)
- John Ward, 2. Viscount Dudley and Ward (1725–1788)
- William Ward, 3. Viscount Dudley and Ward (1750–1823)
- John William Ward, 4. Viscount Dudley and Ward (1781–1833) (1827 zum Earl of Dudley erhoben)

### Earls of Dudley, erste Verleihung (1827)
- John William Ward, 1. Earl of Dudley (1781–1833)

### Barone Ward (1644; Fortsetzung)
- William Humble Ward, 10. Baron Ward (1781–1835)
- William Ward, 11. Baron Ward (1817–1885) (1860 zum Earl of Dudley erhoben)

### Earls of Dudley, zweite Verleihung (1860)
- William Ward, 1. Earl of Dudley (1817–1885)
- William Humble Ward, 2. Earl of Dudley (1867–1932)
- William Humble Eric Ward, 3. Earl of Dudley (1894–1969)
- William Humble Davis Ward, 4. Earl of Dudley (1920–2013)
- William Humble David Jeremy Ward, 5. Earl of Dudley (* 1947)

Voraussichtlicher Titelerbe ist der Halbbruder des jetzigen Earls, William Ward (* 1961).